# Suzanne Noël
Suzanne Noël (* 19. Januar 1878 als Suzanne Blanche Marguerite Gros in Laon; † 11. November 1954 in Paris) war eine französische Plastische Chirurgin und eine aktive Frauenrechtlerin. Sie prägte mit ihren Techniken besonders die Ästhetische Chirurgie.

## Leben

### Jugend und medizinische Ausbildung
Noël wurde als Einzelkind in eine vermögende Familie geboren. Ihre Jugend verbrachte sie im Familienanwesen in Laon. Sie wurde in der Zeit in den klassischen Studien unterrichtet. Im Alter von 19 Jahren heiratete sie 1897 den Dermatologen Henri Pertat.
Wenige Jahre später beschloss sie, zu studieren. 1903 machte sie ihr Abitur, zwei Jahre später schrieb sie sich für das Vorbereitungsjahr zum Medizinstudium ein. Die Prüfungen im ersten Jahr absolvierte sie mit exzellenten Noten.
1906 wurde sie am Externat der Pariser Krankenhäuser aufgenommen und arbeitete am Hôpital Saint-Louis in der renommierten dermatologischen Abteilung von Professor Louis-Anne-Jean Brocq. Hier soll sie den Einsatz von Filiformduschen (Duschmassagen mit hohem Druck) perfektioniert haben. Noël selbst beschreibt einen Eingriff, bei dem sie am Hôpital Saint-Louis assistierte: „Ein reparierender chirurgischer Eingriff an einem jungen Mädchen mit einer Verbrennung auf der linken Wange.“
Am Externat lernte Suzanne ihren Kollegen André Noël kennen, mit dem sie eine außereheliche Beziehung begann. 1906 brachte sie seine Tochter, Jacqueline, zur Welt. 1912 bewarben sich beide am Internat der Pariser Krankenhäuser und wurden im Folgejahr aufgenommen – Suzanne als Viertgereihte von 65 Kandidaten.
Im Internat arbeitete sie zunächst am Hôpital de la Pitié. Dann kehrte sie mit André Noël in die Abteilung von Professor Brocq zurück.

### Hinwendung zur Plastischen Chirurgie
Im Vorwort zu ihrem Buch La Chirurgie Esthétique, sont Rôle Social schilderte Noël später:

„1912 kehrte eine unserer großen Künstlerinnen aus Amerika zurück, nach einer triumphalen Tournee, und alle Zeitungen berichteten, wie sie nach einer Operation an ihrer Kopfhaut eine erstaunliche Jugendlichkeit zurückerlangt hatte. Das beeindruckte mich sehr. Ich versuchte, meine eigene Haut im Gesicht in verschiedene Richtungen zu kneifen, die Falten zu glätten.“

Erstaunt über die Ergebnisse, begann sie, sich ernsthaft mit dem Thema zu beschäftigen. An Kaninchen führte sie Experimente zur Straffung durch. Zudem suchte sie die Künstlerin auf und ließ sich das in den Vereinigten Staaten durchgeführte Verfahren – ein Hautstreifen war entfernt worden – erklären. Die Gesichtsstraffung führte sie in der Folge bereits an Patienten nach dem von Raymond Possat beschriebenen Verfahren durch.
Während des Ersten Weltkriegs assistierte Suzanne Thierry de Martel bei der Behandlung von Gesichtsverletzungen, die durch die Kriegshandlungen stark anstiegen. Sowohl ihr Mann als auch ihr Geliebter waren an der Front, das Familienanwesen in Laon war von den deutschen Truppen beschlagnahmt worden. Suzanne zog die Tochter alleine groß und musste ihre geflüchtete Mutter miternähren.
Ihr Ehemann Henri Pertat starb 1918 an der Front durch Giftgas. Am 28. Oktober 1919 heiratete Suzanne ihren Freund, André Noël.
Die Familie Noël zog in eine luxuriöse Wohnung in der Rue Marbeuf nahe dem Champs Élysées. Während sie ihre Doktorarbeit schrieb, führte Suzanne in der Wohnung Eingriffe unter Lokalanästhesie durch. Schnell wendete sich das Familienglück jedoch: Tochter Jacqueline starb 1922 an der Spanischen Grippe, André Noël ertrank zwei Jahre später bei einem potentiellen Selbstmordversuch in der Seine. Suzanne nutzte weiterhin den Nachnamen ihres verstorbenen Ehemannes und stellte ihm ein „A“ für „André“ vor.

### Engagement als Witwe
1924 war Suzanne Noël maßgeblich an der ersten Gründung eines Soroptimist-International-Clubs in Frankreich beteiligt. Schnell engagierte sie sich auch im Ausland, die Gründung von Clubs in einem dutzend europäischen Ländern geht auf ihre Initiative zurück – darunter in den Niederlanden (1927), Österreich (1929) und Deutschland (1930). Noël engagierte sich für das Frauenwahlrecht, das in Frankreich erst 1945 eingeführt wurde.

„Es gab viele Schwierigkeiten. Zunächst die Idee eines Clubs für Frauen, die in Frankreich unbekannt war. Dann hatten wir unsere eigenen Ehemänner gegen uns, die die wöchentlichen Mittagessen im Restaurant ohne ihre Anwesenheit nicht gerne sahen. (…) Ich trug an meinem Hut ein Band mit goldenen Lettern.
auf dem in goldenen Buchstaben stand: "Ich will wählen gehen."“

Die Clubarbeit war neben der Chirurgie zu ihrer zweiten Leidenschaft geworden. 1925 reichte sie ihre Doktorarbeit ein und gründete ihre eigene Praxis in der Avenue Charles Floquet nahe dem Champ de Mars. Ihr 1926 veröffentlichtes Buch „La Chirurgie Esthétique, sont Rôle Social“ war das erste Buch der Disziplin, das Vorher-Nachher-Fotografien enthielt. Noël etablierte eine Definition für Verjüngungseingriffe:
- Die Narbe muss verdeckt sein.
- Die Anästhesie erfolgt lokal, der Eingriff wird in der Arztpraxis ohne Hospitalisierung des Patienten vorgenommen.
- Der Eingriff wird in Abständen von einigen Monaten wiederholt, bis das Ergebnis zufriedenstellend ist.
- Der Verband ist sehr einfach.

Der ambulante Charakter dieser Schönheitsoperationen ist besonders markant für Noëls Nachwirkung auf die Disziplin. Ihrer Philosophie entsprechend gingen Patienten nach dem Eingriff nach Hause und folgten ihrem üblichen Tagesablauf:

„Eine serbische Ärztin wurde von mir eines Abends um 6 Uhr während der Abendtoilette operiert, da sie um 8 Uhr in der Botschaft zu Abend essen würde. (…) Alle Gäste, die sie kannten, schrieben ihre vollkommene Schönheit dem wunderbaren Kleid zu, das sie trug.“

Die ursprünglich auf das Gesicht fokussierte Noël wandte sich auch anderen Körperteilen zu und erfand neue Techniken und Instrumente. In der Brustplastik empfahl sie eine Technik, die die bei Raymond Passot auftretenden Komplikationen (Fehlstellung der Brustwarzen, Abflachung der Brüste) verhindern würde.
1936 unterzog sie sich einer Grauen-Star-Operation.

### Zweiter Weltkrieg
Während der deutschen Besatzung Frankreichs führte Noël Operationen an Widerstandskämpfern und von den Behörden gesuchten Juden durch, um deren Erscheinungsbild zu verändern. Nach Kriegsende half sie Überlebenden der Konzentrationslager, die Spuren ihrer Deportation zu beseitigen.
Bis zu ihrem Tod praktizierte Noël weiterhin. Am 11. November 1954 verstarb sie an den Folgen einer Femurfraktur des Oberschenkelknochens.

## Nachwirken

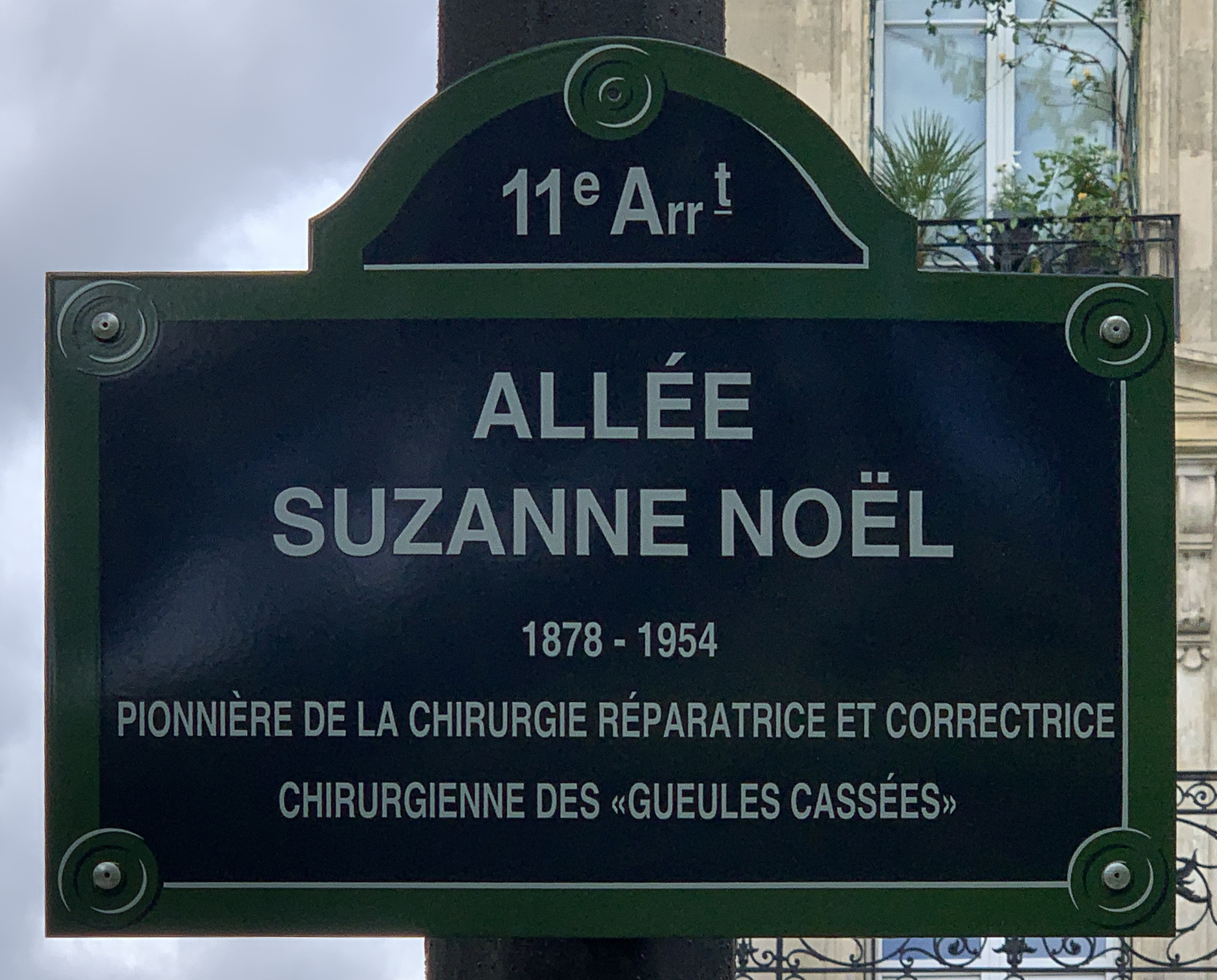

Nach Suzanne Noël sind Verkehrsflächen in mehreren französischen Städten benannt. Am bekanntesten ist die Allée zwischen dem 11. und 20. Pariser Arrondissement.
Eine Statue zu ihrem Ehren wurde am 11. November 2018 auf dem Gelände des ehemaligen Stadtkrankenhauses von Annecy eingeweiht.
Im Jahr 2018 wurde von der französischen Post eine Briefmarke mit ihrem Konterfei herausgegeben.
Der Fonds Dr Suzanne Noël von Soroptimist International d’Europe wird alle zwei Jahre an eine junge Frau vergeben, die sich der Plastischen und Ästhetischen Chirurgie widmet.

## Schriften
- Marguerite Noel: Extension réflexe du gros orteil d'origine périphérique. Paris 1925.
- Suzanne Noël: La chirurgie esthétique : son rôle social. Masson et Cie, Paris 1926 (archive.org).
- Suzanne Noël, M. Lopez-Martinez: Nouveaux procedes chirurgicaux de correction du prolapsus mammaire. In: Arch Franco-Belg Chir. Band 31, 1928, S. 138.
- Suzanne Noël: Réfection plastique du mamelon après nécrose survenue à la suite d› une opération esthétique des seins. In: Le Bulletin Médical. Band 39, Nr. 7, 1933.
- Suzanne Noël: Rapport des opération esthétiques des seins avec les glandes ovariennes et mammaires. In: Le Bulletin Médical. Band 40, Nr. 6, 1934.
- Suzanne Noël: La Douche filiforme: Ses appareils, ses installations pratiques, ses indications therapeutiques. In: La Clinique. 1929, S. 14.

## Auszeichnungen
- Légion d’Honneur, 1928
- Médaille de la Reconnaissance française, 1928